# Marietta Sacchi
Marietta Sacchi (fl. XIX secolo) è stata un mezzosoprano italiano.

## Biografia
Fu attiva negli anni 1820 e 1830. Si esibì sulle principali scene d'Italia, e anche, sia pur brevemente, in Inghilterra. Interpretò ruoli nelle prime assolute di opere di Nicola Vaccaj, Vincenzo Bellini, Gaetano Donizetti, Simon Mayr, Giovanni Pacini, Luigi Ricci e Giuseppe Verdi. 
Si trovano le prime tracce delle sue apparizioni sulla scena nell'estate 1823, come Sismondo (mezzosoprano) nellʾArminio di Stefano Pavesi, al Teatro grande di Brescia. Poi si esibì a Torino (1823. 1828-1829), alla Scala di Milano (1826-1827), a Parma (1829. 1830), Bergamo (1829) e Bologna (1829). 
Nell'aprile 1830 cantò al King's Theatre di Londra riprendendo il ruolo di Adele ne Il pirata di Bellini, che lei stessa aveva interpretato tre anni prima alla Scala. Nel 1831 si esibì nel principale teatro milanese come Clotilde nella prima assoluta di Norma di Bellini, ruolo che riprese l'anno seguente al Teatro La Fenice di Venezia. Tornò quindi a Milano (1832, 1838), poi a Venezia (1833), Livorno (1834), Bologna (1836), Parma (1837, 1839).

## Interpretazioni
Interpretò soprattutto ruoli di comprimario e di prima donna. Era apprezzata nei ruoli rossiniani.

### Ruoli interpretati nelle prime assolute
- Barsene, nel Demetrio di Simon Mayr,  al Teatro Regio di Torino, il 27 dicembre 1823 e per il carnevale del 1824[2][3].
- Celestina, ne Il trionfo della musica, alla Scala di Milano, il 6 gennaio 1825 e durante il carnevale e la quaresima che seguirono[4].
- Emira, nel Pompeo in Siria di Francesco Sampieri, alla Scala di Milano, il 4 aprile 1825 e per la primavera che seguì[5].
- Albina,  ne Gli avventurieri di Giacomo Cordella, al Teatro alla Canobbiana di Milano, il 6 settembre 1825 e per l'autunno[6].
- Eleonora, ne La gelosia corretta di Giovanni Pacini, alla Scala di Milano, il 27 marzo 1826 e per la primavera seguente[7].
- Adele, ne Il pirata di Vincenzo Bellini, alla Scala di Milano, il 27 ottobre 1827 e per l'autunno seguente[8],
  - poi al His Majesty's Theatre di Londra, nell'aprile del 1830,
  - e di nuovo al teatro Comunale di Senigallia, nell'estate del 1833[9].
- Sofia, in Saladino e Clotilde di Nicola Vaccai, alla Scala di Milano, il 4 febbraio 1828 e per il carnevale e la quaresima[10].
- Fatima, nella Zaira di Bellini, al Nuovo Ducal Teatro di Parma, il 16 maggio 1829 e per la primavera seguente[11].
- Amalia, ne La neve di Luigi Ricci, al Teatro alla Canobbiana di Milano, il 21 giugno 1831[12].
- Eufemia, nella Chiara di Rosembergh di Ricci, alla Scala di Milano, l'11 ottobre 1831 e per l'autunno che seguì[13].
- Teresa, ne La collerica di Giacomo Panizza, alla Scala di Milano, il 25 novembre 1831 e per l'autunno seguente[14].
- Clotilde, nella Norma di Bellini, alla Scala di Milano, il 26 dicembre 1831 e per il carnevale del 1832[15].
- Gianetta, ne L'elisir d'amore di Gaetano Donizetti, al Teatro Canobbiana di Milano, il 12 maggio 1832 e per tutta la primavera[16].
- La Contessa Almaviva, ne Le nozze di Figaro di Luigi Ricci, alla Scala, il 13 febbraio 1838 e per il carnevale seguente[17].
- La regina, in Un duello sotto Richelieu di Federico Ricci, alla Scala di Milano, il 17 agosto 1839 e per l'autunno seguente[18].
- Lorezza, nel Gianni di Parigi di Donizetti, alla Scala, il 10 settembre 1839 e per l'autunno seguente[19].
- Imelda, nel Oberto, Conte di San Bonifacio di Verdi, con Mary Shaw nel ruolo di Cuniza, alla Scala, il 17 novembre 1839 e per l'autunno[20][21].
- Zulma, ne Il califfo e la schiava(?) di Giovanni Quaquarini(?), al Teatro di Stradella, nell'autunno del 1842[22],
  - e poi al Teatro civico d'Asti, anche per l'autunno 1842[23].

### Altri
- Sismondo, (mezzosoprano) nellʾArminio di Stefano Pavesi, al Teatro grande di Brescia[1].
- Albina, ne La donna del lago di Rossini, alla Scala di Milano, il 22 settembre 1824 e per l'autunno seguente[24][25].
- Zarele, ne Gli arabi nelle Gallie di Pacini, al Teatro Regio di Torino, il 26 dicembre 1828 e per carnevale 1828-1829[26].
- Selene, nella Didone abbandonata di Saverio Mercadante, al Teatro Regio di Torino, il 30 gennaio 1829 e per carnevale[27].
- Azema, nella Semiramide di Gioachino Rossini, al Teatro Regio di Parma, in maggio e giugno 1829.
- Sinaide, nel Mosè in Egitto di Rossini, al Teatro Regio di Parma, in primavera 1829[28].
- Berta, ne Il barbiere di Siviglia di Rossini, al Teatro Regio di Parma, il 13 giugno 1829[29]
- Adra, in Jefte di Pietro Generali, al Teatro Riccardi di Bergamo, in agosto e settembre del 1829[30],
  - e poi al Teatro Comunale di Bologna, il 4 ottobre 1829 e per l'autunno seguente[31]
- Adele, nella Giulietta e Romeo di Nicola Vaccai, al Teatro Comunale di Bologna, in ottobre e novembre del 1829, 
  - e di nuovo al Teatro Ducale di Parma, il 26 dicembre 1829 e per carnevale[32].
- Adra, Azema ed Emilia nel Otello di Rossini, al Teatro Comunale di Bologna, in ottobre e novembre 1829,
  - di nuovo Emilia, alla Fenice di Venezia, per il carnevale 1832-1833[33].

- Roggiero, nel Tancredi di Rossini, al Teatro Regio di Parma, tra dicembre 1829 e febbraio 1830
- Zaida, ne Il turco in Italia di Rossini, al Teatro Regio di Parma, tra il dicembre 1829 e il febbraio 1830
- Alma, ne Il crociato in Egitto di Giacomo Meyerbeer, al Teatro alla Canobbiana di Milano, per tutta la primavera 1830[34].
- Clotilde, nella Norma di Vincenzo Bellini, alla Fenice, per il carnevale 1832-1833[35].
- Isaura, nel Tancredi di Rossini, alla Fenice di Venezia, per il carnevale 1832-1833[36].
- Amaltea, nel Mosè in Egitto di Rossini, al Teatro Comunale di Senigallia, nell'estate 1833[37].
- Elisetta, ne Il matrimonio segreto di Domenico Cimarosa, al Teatro degli Accademici Avvalorati di Livorno, nell'estate 1834[38].
- Jemmy, nel Guglielmo Tell di Rossini, al Teatro degli Accademici Avvalorati di Livorno, nell'estate 1834[39].
- Eudora, nel Belisario di Donizetti, al Teatro Comunale di Bologna, nel 1836
- Imelda, nella Parisina di Donizetti, al Teatro Comunale di Bologna, nell'autunno 1836[40],
  - e di nuovo a Verona nel 1842[41].
- Lisa, ne La sonnambula di Bellini, al Teatro dell'Aquila di Fermo, nell'agosto 1835[42],
  - e di nuovo al Teatro Regio di Parma, nel 1837
- Anaide, nel Mosè in Egitto di Rossini, al Teatro Regio di Torino, in gennaio 1839[43].
- Leontina, ne L'esule di Roma di Donizetti, al Teatro Municipale di Piacenza, durante il carnevale 1842[44].
- Fiorina, ne La regina di Golconda di Donizetti, al Teatro di Voghera, nella primavera del 1844[45].